# Christoph 53
Christoph 53 ist der Funkrufname eines am City Airport Mannheim stationierten Rettungshubschraubers der DRF Luftrettung.

## Geschichte
Seit 1986 hatte die DRF Luftrettung an der Station Mannheim einen Eurocopter AS 350 im provisorischen Einsatz. 1992 löste eine MBB/Kawasaki BK 117 die vorherige Maschine ab. Ursprünglich wurde diese hauptsächlich als Intensivtransporthubschrauber für den schnellen und schonenden Transport von Patienten zwischen Kliniken angefordert. Primäreinsätze zur Notfallrettung waren die Ausnahme.
1997/98 war in Mannheim mehrere Monate der Medicopter 117 stationiert. Der in der TV-Serie verwendete Hubschrauber mit dem Kennzeichen D-HECE war eine für die Dreharbeiten umlackierte und an die Produktionsgesellschaft vercharterte, medizinisch voll ausgerüstete BK 117 der DRF, die bei der DRF als Reservemaschine diente. Nach Abdrehen der ersten und vor Beginn der zweiten Staffel ließ man die Medicopter-Folierung und -Lackierung unverändert. So kam es, dass in Mannheim und Umgebung an Unfallstellen und an Kliniken die Film-Maschine landete – mit Profis statt Schauspielern an Bord.
Am Sonntag, 19. Juli 2015, wurde der Rettungshubschrauber D-HAID vom Typ BK 117 während eines Gewittersturms am City Airport Mannheim von seinem Landepodest geweht und dabei leicht beschädigt.
Im Juli 2005 verfügte das Baden-Württembergische Arbeits- und Sozialministerium die vollständige Integration von Christoph 53 in das System der Rettungsleitstelle Rhein-Neckar. Seither wird der Hubschrauber regelmäßig auch zu Primäreinsätzen gerufen, und zwar dann, wenn er das Rettungsmittel ist, das den Notarzt am schnellsten zum Einsatzort bringen kann. Seit April 2020 ist die neugegründete Integrierte Leitstelle Mannheim für die Disponierung zuständig. Im November 2021 wechselte die DRF Luftrettung als Betreiber des Standorts Mannheim das Muster EC 135 gegen das neue Muster Airbus Helicopters H145 D-2 aus.

## Standort und Hubschrauber
Christoph 53 startet am City Airport Mannheim (EDFM) zu seinen Einsätzen im Radius von 70 Kilometern. Geflogen wurde seit 2018 mit verschiedenen Helikoptern des Typs EC 135, nun mit einem H145.
Der Sozialtrakt befindet sich im östlichen Erdgeschoss des Flughafengebäudes an der Seckenheimer Landstraße. Die Bereitschaftsposition des Hubschraubers befindet sich seit Frühjahr 2022 in unmittelbarer Nähe, unweit des Parkhauses. Untergebracht wird er in einer Flugzeughalle auf dem Flughafengelände.
Bis April 2016 war er ca. 300 Meter entfernt neben der Landebahn stationiert. Die Besatzung musste nach der Alarmierung zuerst mit dem Auto von der Station zum Hubschrauber fahren. Zwischenzeitlich lag eine Genehmigung vor, direkt vor dem Sozialtrakt der Station zu starten, diese wurde jedoch nicht auf Dauer aufrechterhalten.

## Einsätze
Im Jahr 2022 flog der Hubschrauber 1064 Einsätze. 2023 war er 1130 mal im Einsatz, davon 871 mal für Notfallrettung, 259 mal zum eiligen Transport von Patienten zwischen Kliniken.